# Затворники

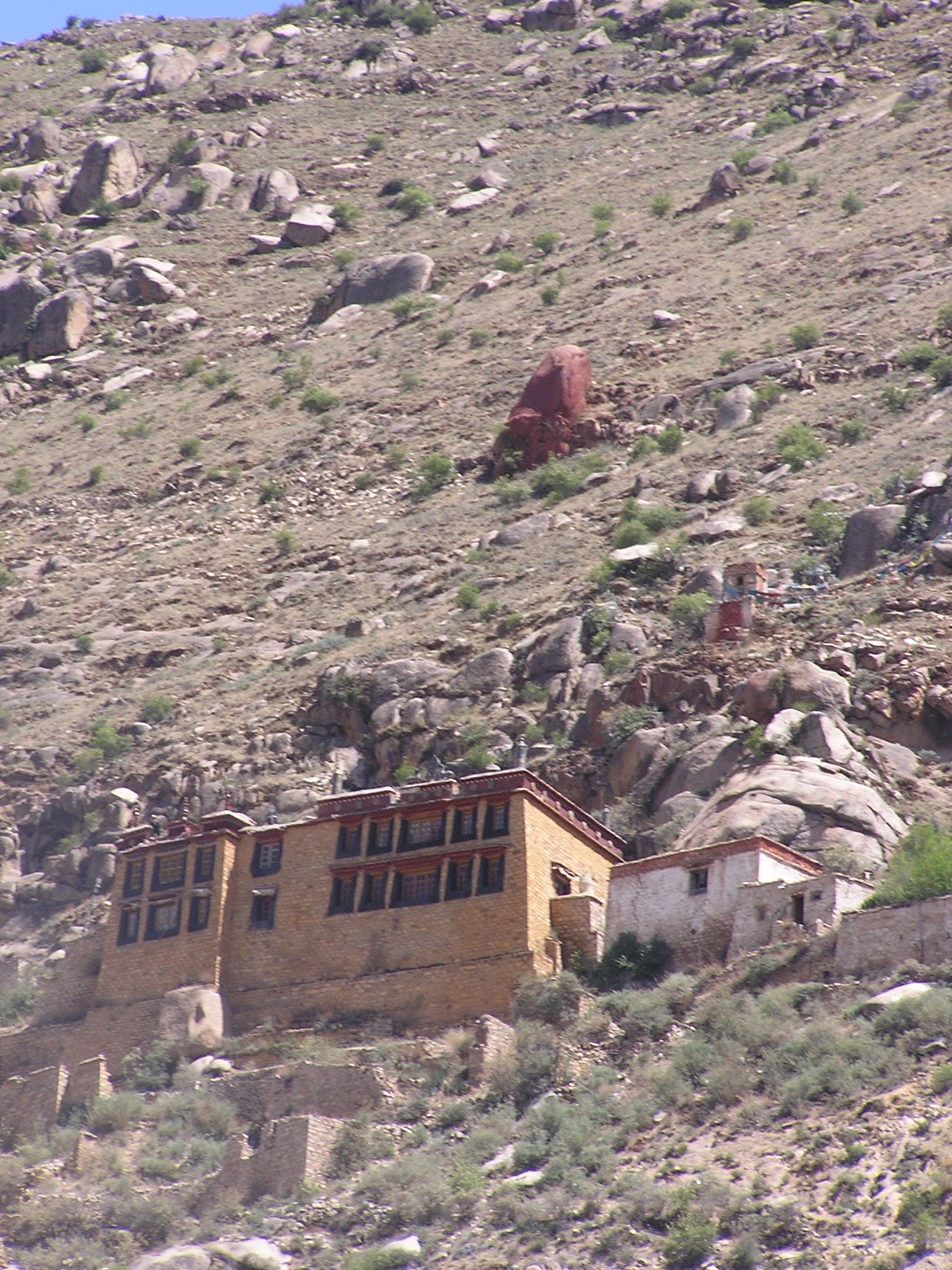
Горный затвор близ буддийского монастыря Сэра (Индия)

Затво́рник — христианин, заключивший себя на целую жизнь в пещеры и кельи для постоянной молитвы. Случаи выхода их оттуда бывали крайне редки и обусловливались какими-нибудь весьма вескими причинами общественного или частного свойства.
Затво́рник — монах, совершавший подвиги своего спасения в уединении — в затворе, укрывается не в далёких пустынях, но затворяется ото всех среди монастыря, на окраине города и т. п.
Целью затворничества является «исихия», или «священное безмолвие». Правила подвижнического делания в затворе обобщил преподобный Григорий Синаит: «Сидя в келье своей, терпеливо пребывай в молитве во исполнение заповеди апостола Павла (Рим. 12:12; Кол. 4:2). Собери ум свой в сердце и оттуда мысленным воплем призывай на помощь Господа Иисуса, говоря: „Господи Иисусе Христе, помилуй мя!“ Не поддавайся малодушию и разленению, но поболи сердцем и потруди себя телом, ища Господа в сердце».
В католической традиции затворники назывались инклузи (лат. inclusi или reclusi). Их обычаи и образ жизни описал Григорий Турский. С IX века инклузи получили более мягкий устав благодаря пресвитеру Гримлаику (лат. Grimlaicus), автору «Regula Solitariorum».
Среди православных затворников известны, в частности, Феофан Затворник, епископ Православной российской церкви, богослов и публицист-проповедник и Серафим Саровский, принимавший на себя подвиги безмолвия и затворничества.
Подобные практики широко применяются в буддизме Тхеравады, а также в тибетском и японском буддизме. В тибетском буддизме пожизненные затворы не применялись; чаще всего затворник (тиб. ri khrod pa) уходил в затвор для совершения какого-то определённого комплекса практик и, как правило, на фиксированный срок (до нескольких лет).

## Другие употребления
Иногда затворничество ассоциируется с фанатизмом, с эсхатологическими ожиданиями (см. Пензенские затворники) или особенностями характера, а также формами жизни различных субкультур. 